# 魚-5魚雷
H／YZQ-005(舊名魚-5)型魚雷是中華人民共和國開發的第一款柴電潛艦用線導重型反艦／反潛魚雷，此型魚雷實際服役狀況不明。

## 簡介
在中蘇交惡後，中共轉向採自研滿足軍事戰力的需求，在建軍初期以潛艦和快艇為主要戰鬥部隊的中國人民解放軍海軍，也迫切的需要新型魚雷。自1960年代中共研發單位已開始研發線導魚雷，但是與大部分的先進軍備研發計畫相同，文化大革命破壞了許多技術團隊人才，使得開發無以為繼。在文革結束後，線導魚雷的開發才與被動追音魚雷(魚-4型)一同進行，進度晚於魚-4，工程開發約於1980年代開始進行。
魚-5型與前幾型魚雷最為不同的是研發技術的取得途徑，此型魚雷的技術絕大部分是解析了美國Mk_46型魚雷後演化而成。
1978年10月，中國在南海作業的漁民撈到一枚未爆炸的Mk-46 mod1魚雷，返港後上交政府，中共軍方則將這枚魚雷交給了研發水下科技的705研究所（西安精密機械研究所）進行技術解析，任務代號為「109工程」。109工程的主要結晶是魚-7魚雷，但是其使用奧圖II燃料的推進科技與主動聲學追蹤技術也轉用作魚5型的開發上。
在1990年，中共宣稱成功測試了一款新式大型魚雷並進行量產，美國海軍武器專家推測即為魚-5型的研發成果。不過在1990年代中共引進了基洛級潛艇及其配套武器，隨後又以Mk-48為基礎開發了更先進的鱼-6鱼雷，因此魚-5型是否有實際服役，至今外界未有確切證據。

## 外銷型
除了以奧托燃料為動力的原始構型，中共在國際軍火市場提供了將魚-5型更換為可變換航速的電力推動魚雷，魚雷長度縮短為6.6公尺、極速降低為42節，稱為ET-34與ET-36，兩款差別在於彈頭重量，其餘結構不變。